# Yermoia glaucina
Yermoia glaucina là một loài bướm đêm trong họ Geometridae.